# Fosterella floridensis
Fosterella floridensis är en gräsväxtart som beskrevs av Ibisch, R.Vásquez och Elvira Angela Gross. Fosterella floridensis ingår i släktet Fosterella och familjen Bromeliaceae.
Artens utbredningsområde är Bolivia. Inga underarter finns listade i Catalogue of Life.